# Volta a Llombardia 1933
La Volta a Llombardia 1933 fou la 29a edició de la Volta a Llombardia. Aquesta cursa ciclista organitzada per La Gazzetta dello Sport es va disputar el 15 d'octubre de 1933 amb sortida i arribada a Milà després d'un recorregut de 230 km.
La competició fou guanyada per l'italià Domenico Piemontesi (Gloria) per davant dels seus compatriotes Luigi Barral (Olympia) i Pietro Rimoldi (Bianchi).

## Desenvolupament
En els primers kilòmetres escapen Canazza i Brambilla però són atrapats i superats per Piemontesi i Casini. Aquest no pot amb el ritme de Piemontesi i perd roda. Per darrere es crea un grup de persecució format per Barral, Rimoldi i Sella que enxampen a Piemontesi abans de la pujada a Brinzio. En aquest coll es decideix la prova, ja que Rimoldi i Sella queden despenjats mentre que Barral i Piemontesi s'entenen per jugar-se la cursa en l'esprint final a l'Arena de Milà on s'imposa Piemontesi.

## Classificació general
|    | Ciclista            | Equip      | Temps      |
| -- | ------------------- | ---------- | ---------- |
| 1  | Domenico Piemontesi | Gloria     | 7h 02' 44" |
| 2  | Luigi Barral        | Olympia    | m. t.      |
| 3  | Pietro Rimoldi      | Bianchi    | + 6' 00"   |
| 4  | Nino Sella          | Olympia    | m. t.      |
| 5  | Bernardo Rogora     | Gloria     | + 6' 20"   |
| 6  | Mario Cipriani      | Ganna      | m. t.      |
| 7  | Giovanni Cazzulani  | Individual | m. t.      |
| 8  | Giovanni Firpo      | Gloria     | m. t.      |
| 9  | Giuseppe Graglia    | Bestetti   | + 11' 00"  |
| 10 | Renato Scorticati   | Individual | m. t.      |